# Последний воин (рестлер)
Уо́рриор (англ. Warrior; имя при рождении — Джеймс Брайан Хеллвиг; 16 июня 1959, Крофордсвилл, Индиана — 8 апреля 2014, Скотсдейл, Аризона) — американский рестлер, известный под псевдонимом Последний воин (англ. The Ultimate Warrior). Наибольшую известность получил по выступлениям в World Wrestling Federation (WWF, ныне WWE) с 1987 по 1991 год и с 1992 по 1996 год, а также в World Championship Wrestling (WCW) в 1998 году, под именем Воин (англ. The Warrior).
После карьеры в бодибилдинге Хеллвиг обратился к рестлингу. С 1985 по 1986 год он выступал с бывшим культуристом Стивом Борденом в команде «Бегущие по лезвию», которая распалась, когда Уорриор ушел, чтобы продолжить одиночную карьеру в World Class Championship Wrestling (WCCW). Под именем Воин Динго он был однократным чемпионом Техаса WCWA в тяжёлом весе. В 1987 году он перешел в World Wrestling Federation и в течение двух лет стал двукратным интерконтинентальным чемпионом WWF в тяжёлом весе. На WrestleMania VI Хеллвиг выиграл титул чемпиона WWF у Халка Хогана, став первым рестлером, владевшим обоими титулами одновременно. Провозглашенный новым лицом компании, он разругался с Винсом Макмэном из-за спора о зарплате и попытался покинуть WWF, но получил отказ. Хеллвиг вернулся на WrestleMania VIII, но к ноябрю 1992 года его уволили; позже выяснилось, что это произошло из-за употребления стероидов. В 1993 году он юридически сменил свое имя на мононим Уорриор и был указан в качестве соавтора комикса, основанного на его имени и внешности. Уорриор вернулся в WWF на WrestleMania XII, но продержался четыре месяца, так как начал не появляться на мероприятиях. Два года спустя он перешел в World Championship Wrestling (которая пыталась нанять его в 1995 году), где его использовали в сюжетной линии с Хоганом, кульминация которой пришлась на Halloween Havoc. Уорриор ушел из рестлинга и впоследствии начал карьеру оратора, но в 2008 году провел последний матч в Испании.
Уорриор умер 8 апреля 2014 года в возрасте 54 лет в Скотсдейле, Аризона. За три дня до этого в Новом Орлеане он был введен в Зал славы WWE, выступил на WrestleMania XXX и сделал свое последнее публичное появление на Monday Night Raw, вернувшись в промоушен после болезненного расставания в 1996 году.

## Ранняя жизнь
Холлвиг был старшим из пяти детей и воспитывался матерью (вместе с, позднее, отчимом) после того, как его отец оставил семью, когда ему было 12 лет. Его отец умер в 57 лет, а дед — в 52 года. Семья переехала, и он окончил среднюю школу Fountain Central High School в Видерсбурге и год учился в Университете штата Индиана.

## Карьера в рестлинге

### World Wrestling Federation (1987—1991)

#### Уход из WWF (1991)
10 июля 1991 года Уорриор послал письмо Винсу Макмэну, в котором выдвинул ряд требований для своего нового контракта с компанией. Он потребовал 550 000 долларов за выступление на WrestleMania VII, гарантированное количество рабочих дней, оплату проживания во время путешествий, больший процент с продажи сувениров. В письме он написал, что на самом деле, 550 000 долларов «не справедливая цена» и что «он намного ценнее для шоу, чем Халк Хоган». Письмо он закончил такими словами: «Каким бы не было ваше решение, я смогу и я буду жить с ним. До этого я остаюсь дома с теми, кто заботится обо мне».
13 июля 1991 года WWF дало ответ на его требования, согласившись заплатить ему 550 000 долларов за участие в шоу, а также платить ему больший процент от продаж и заверив его, что ни один рестлер компании не будет получать больше чем он за участие в PPV-шоу. Винс Макмэн лично закончил письмо словами: «Я бы хотел выразить моё личное почтение и восхищение тобой как исполнителем, как членом семьи WWF, как мужчиной и как моим другом».
После ежегодного шоу SummerSlam Уорриор получил письмо, датированное 26 августа 1991 года, в котором Макмэн заявил, что Уорриор немедленно отстраняется от выступлений. Среди прочего, Винс написал: «Ты пугал меня, что останешься дома и не появишься на самом главном летнем шоу компании Titan SummerSlam. У меня не было выбора, кроме как принять твои завышенные требования. Это было серьёзной ошибкой с твоей стороны». Позже Винс подтвердил, что единственной причиной того, что компания согласилась на этот контракт было дать «временное согласие на его требование», чтобы Уорриор выступил на SummerSlam.
После получения письма Уорриор отказался от отстранения и покинул компанию. В октябре 1991 года он послал официально письмо об увольнении. WWF отказалось принять его увольнение до окончания его контракта в сентябре 1992 года.

### Nu-Wrestling Evolution (2008)
После завершения карьеры в 1998 году Уорриор провел всего один матч 25 июня 2008 года против Орландо Джордана в Барселоне, Испания. Уорриор выиграл матч и выиграл титул чемпиона мира в тяжелом весе Nu-Wrestling Evolution, но сразу же освободил титул.

### Возвращение в WWE и включение в Зал славы WWE (2014)
13 января 2014 года на RAW было объявлено, что Последний Воин будет введён в Зал Славы WWE. 5 апреля Линда Макмэн ввела Воина в Зал Славы. На следующий день Уорриор появился на шоу Рестлмания XXX, а 7 апреля, впервые с 1996 года, принял участие в шоу Raw. Во время своего последнего участия в Raw, Воин произнёс речь в образе Последнего Воина, в которой он сказал

Ни один талант WWE не становится легендой сам. Сердце каждого человека однажды сделает последний удар. Легкие каждого человека однажды сделают последний вдох. И если человек сделал что-то в своей жизни, что заставляет кровь других людей пульсировать и наполняет их жизнь чем-то глубоким, тогда его душа будет увековечена. Рассказчиками историй, благосклонностью, памятью тех, кто почитал его, этот человек обретет вечную жизнь. Вы, вы, вы, вы, вы, вы — те, кто сделали Воина легендой. Сейчас я вижу много потенциальных легенд. Некоторые из них с духом воина. То же самое вы сделаете с ними. Вы решите, жили ли они со страстью. Настолько ли, что бы о них рассказывать истории и слагать легенды о них. Я — Последний Воин. Вы — фанаты Последнего Воина, и дух Последнего Воина будет жив всегда.— Последний Воин

## Личная жизнь
2 октября 1982 года Уорриор женился на Шери Линн Тайри. Пара познакомилась в Далласе (штат Техас) в знаменитом стрип-клубе Million Dollar Saloon, где в то время работала Шери. Они прожили вместе большую часть карьеры Уорриора в WWF, пока не развелись 22 марта 1991 года, за два дня до Рестлмании VII. В 2000 году Уорриор женился второй раз на девушке Дане. В браке у пары родилось две девочки: Индиана Марин Уорриор в 2000 году и Мэттиган Твейн Уорриор в декабре 2002 года.

### Смерть
Уорриор скончался 8 апреля 2014 года в Скотсдейл, Аризона. Уорриор упал, схватившись за сердце, неподалёку от Аризонского отеля в 17:50 8 апреля, когда шёл к своей машине вместе с женой. Он был незамедлительно доставлен в ближайший госпиталь, где была констатирована смерть.
Вскрытие показало, что Уорриор умер от сердечного приступа, вызванного атеросклеротическим сердечно-сосудистым заболеванием.

## Титулы и достижения
- Nu-Wrestling Evolution
  - Чемпион мира в тяжёлом весе NWE (1 раз)[17]
- Pro Wrestling Illustrated
  - Возвращение года (1992)
  - Вражда года (1991) против Гробовщика
  - Матч года (1990) против Халка Хогана на WrestleMania VI
  - № 9 в топ 500 рестлеров в рейтинге PWI 500 в 1992[18]
- World Class Wrestling Association
  - Чемпион Техаса в тяжёлом весе WCWA (1 раз)[19]
  - Командный чемпион мира WCWA (1 раз) — с Лэнсом Вон Эрихом[20]
- World Wrestling Federation
  - Чемпион мира WWF в тяжёлом весе (1 раз)[21]
  - Интерконтинентальный чемпион (2 раза)[22]
  - Зала cлавы WWE (2014)
- World Wrestling Superstars
  - Чемпион WWS в тяжёлом весе (1 раз)
- Wrestling Observer Newsletter
  - Самый позорный рестлер (1998)[23]
  - Самый переоцененный (1989—1991)[24]
  - Наименее любимый рестлер читателей (1989—1990)[24]
  - Худшая вражда года (1989) против Андре Гиганта[24]
  - Худшая вражда года (1992) против Папа Шанго[24]
  - Худшая вражда года (1998) против Халка Хогана[24]
  - Худший на интервью (1989—1992, 1998)[23]
  - Худший матч года (1989) против Андре Гиганта 31 октября[24]
  - Худший матч года (1998) против Халка Хогана на Halloween Havoc[24]
  - Худший рестлер (1988, 1998)[24]